# Aloe richaudii
Aloe richaudii là một loài thực vật có hoa trong họ Măng tây. Loài này được Rebmann mô tả khoa học đầu tiên năm 2008.